# Alain Wyffels
Alain Wyffels (22 april 1966) is een Belgische politicus voor CD&V. Hij was burgemeester van Langemark-Poelkapelle en werkt sinds 2020 als algemeen directeur in buurgemeente Zonnebeke.

## Biografie
Wyffels behaalde in 1984 een A2 elektronica aan het VTI Ieper. In 1988 behaalde hij een diploma industrieel ingenieur elektronica aan de KHBO in Oostende. Hij werkte daarna 10 jaar als leraar elektriciteit en elektronica aan het VTI Ieper.
Hij ging in de gemeentepolitiek voor de lokale CVP-afdeling in Langemark-Poelkapelle, waarvoor hij in 1988 ondervoorzitter werd. In 1992 werd hij verbondsvoorzitter voor het ACW Ieper. In 1994 werd hij gemeenteraadslid in Langemark-Poelkapelle en vanaf 1995 was hij voorzitter van het Openbaar Centrum voor Maatschappelijk Welzijn. Vanaf 2000 was hij weer gemeenteraadslid. Toen in juli 2001 burgemeester Willy Dewilde met pensioen ging, volgde Wyffels hem op als burgemeester. Bij de verkiezingen van 2006 en 2012 werd hij herkozen. In 2018 behaalde hij opnieuw 1136 voorkeurstemmen, maar omwille van een coalitie met de N-VA trok hij zich op 15 oktober terug uit de Raad. Hij werd opgevolgd door zijn partijgenoot Lieven Vanbelleghem.